# Volchov (město)
Volchov (rusky Волхов) je město v Leningradské oblasti v Ruské federaci. Při sčítání lidu v roce 2010 mělo bezmála padesát tisíc obyvatel.

## Poloha
Volchov leží na stejnojmenné řece jižně od Ladožského jezera. Od Petrohradu, hlavního města oblasti, je vzdálen 122 kilometrů na východ. Nejbližší město je Nová Lagoda ležící 20 kilometrů na sever u ústí Volchova do Ladožského jezera.

## Průmysl
Ve městě byla v letech 1918-1926 vybudována Volchovská vodní elektrárna, jako první vodní elektrárna v Sovětském svazu a jedna z nejstarších v Rusku, která v září 1942 umožnila prolomení energetické blokády obleženého Leningradu. V roce 1932 byl postaven závod na zpracování hliníku. Obě zařízení tvoří páteř místního hospodářství.